# Приказ № 0428
Приказ № 0428 «О мерах по лишению противника возможности использовать для обороны населенные пункты» — секретный приказ Ставки Верховного главнокомандования от 17 ноября 1941 года за подписью И. В. Сталина и начальника Генерального штаба Красной армии Б. М. Шапошникова. Предусматривал тактику «выжженной земли», предписывая «разрушать и сжигать дотла все населенные пункты в тылу немецких войск».

## Содержание приказа
Приказ предписывал уничтожение населённых пунктов в тылу немецких войск на расстоянии 40—60 км в глубину от переднего края и на 20—30 км вправо и влево от дорог. Это было необходимо для того, чтобы лишить противника возможности использовать ресурсы захваченных территорий и подавить коллаборационизм.
Основные положения приказа включали:
1. Создание специальных диверсионных групп.
2. Уничтожение населённых пунктов в заданном радиусе, эвакуацию населения.

## Последствия
Этот приказ привёл к значительным разрушениям на оккупированных территориях, вызвал массовые эвакуации и принёс страдания мирному населению. В некоторых случаях он также применялся в отношении деревень, которые ещё не были оккупированы немецкими войсками, что привело к негативным последствиям для гражданского населения.